# Mužák prorostlý
Mužák prorostlý (Silphium perfoliatum) je statná, vytrvalá bylina, jediný druh rodu mužák, který v České republice příležitostně vyrůstá. Rostlina je testována jako potenciální zdroj biomasy pro výrobu bioplynu.

## Rozšíření
Tento dlouhověký druh, stejně jako celý rod, pochází ze Severní Ameriky, kde se přirozeně vyskytuje v údolích okolo řek a jezer. Nejlépe roste v neutrální nebo jen mírně alkalické propustné půdě, která nesmí být trvale zamokřená, vysoká hladina spodní vody způsobuje uhnívání kořínku. Požaduje plné oslunění, vůči letnímu suchu je odolný a dobře snáší i středoevropské klima.

## Popis
Mužák prorostlý je vytrvalá rostlina, která může mít 6 až 12 přímých dutých lodyh vysokých 180 až 250 cm. Z dlouhého hlavního kořene (sahajícího do hloubky i přes 1 m) se silně větvenými vláknitými oddenky vyrůstají hranaté lodyhy, které jsou vespod silné do 2 cm a bývají po celé délce drsné. Jsou převážně jednoduché a větví se až do latnatého květenství pod vrcholem. Porůstají až 30 cm dlouhými a 15 cm širokými vstřícnými, tmavě zelenými, vejčitě trojhrannými listy s hrubě ozubeným okrajem a zahroceným vrcholem.
Spodní listy jsou řapíkaté a často brzy usychají. Horní jsou přisedlé a vždy dva protistojně jsou bázemi k sobě srostlé tak, že vytvářejí jímku, do které se zachycuje voda z deště nebo ranní rosy. Odtud ji rostlina vstřebává a snáze tak překlenuje období sucha. Horní listy sedící přímo na stonku působí dojmem, jako by je stonek přímo prorůstal, a odtud i druhové jméno „mužák prorostlý“. Stonky rostliny po naříznutí či zlomení roní gumovitou pryskyřičnou tekutinu, odtud starší české jméno „smoloroň prorostlá“.
Úbory se žlutými kvítky vyrůstají na koncích lodyh a jejich větví a mívají v průměru 3 až 5 cm, na jedné lodyze jich bývá 16 až 20. Uprostřed úboru roste 85 až 150 samčích trubkovitých kvítků a po okraji 15 až 35 samičích jazykovitých s plochými, asi 3 cm dlouhými žlutými ligulami. Zvonkovitý zákrov je složen z odstálých lupenitých listenů v několika řadách. Rostlina kvete uprostřed léta po dobu 1 až 1,5 měsíce. Opylovány jsou létajícím hmyzem s dlouhým sosákem, který v květech nachází pyl i nektar.
Plody jsou světlehnědé ploché dvoukřídlé nažky 10 mm dlouhé, které dozrávají od počátku září až do zámrazu. Hmotnost tisíce semen je 18 až 25 gramů.

## Rozmnožování
Mužák prorostlý se rozšiřuje semeny, která roznáší vítr nebo přívalová voda, a na kratší vzdálenosti rozrůstáním oddenků. Semena, která se dostala do půdy již na podzim, většinou vyklíčí až po stratifikaci na jaře, nejlépe klíčí z hloubky 1 až 3 cm. V prvém roce jsou semenáče poměrně choulostivé, požadují dostatek vláhy a světla, kvést začínají až druhým rokem. Životnost rostliny se předpokládá 20 a více let.
Nové rostliny vzniklé z rozrůstajících se oddenků vytvářejí shluky rostlin, které se v dalších létech osamostatňují, jejich kořenová propojení zanikají. Lze je úspěšně množit i dělením těchto trsů s téměř 100% úspěšností.

## Význam
V evropských zemích byl mužák prorostlý v minulosti ojediněle vysazován jako ozdobná rostlina, později se začal uměle pěstovat na území bývalého Sovětského svazu jako netradiční pícnina kterou lze kosit dvakrát ročně. V současnosti je v některých státech, např. v Německu, vysazován zkušebně jako perspektivní energetická plodina pro výrobu bioplynu. Také v Česku se již 20 let pokusně pěstuje.
Občas uniká do volné krajiny kde se chová invazně, rychle se šíří a na „svém území“ zcela potlačuje původní floru, vytváří jednodruhové kolonie, jedná se o dlouhověkou rostlinu schopnou až 25 let růst na stejném stanovišti. Na území nynější ČR byl tento neofyt v přírodě prvně pozorován již v roce 1885.
Odvar z kořené má léčebné účinky, severoamerickými indiány byl vnitřně užíván proti horečce, pocení i proti ranní nevolnosti, k léčbě jater, sleziny a při bolesti zad i hrudníku.

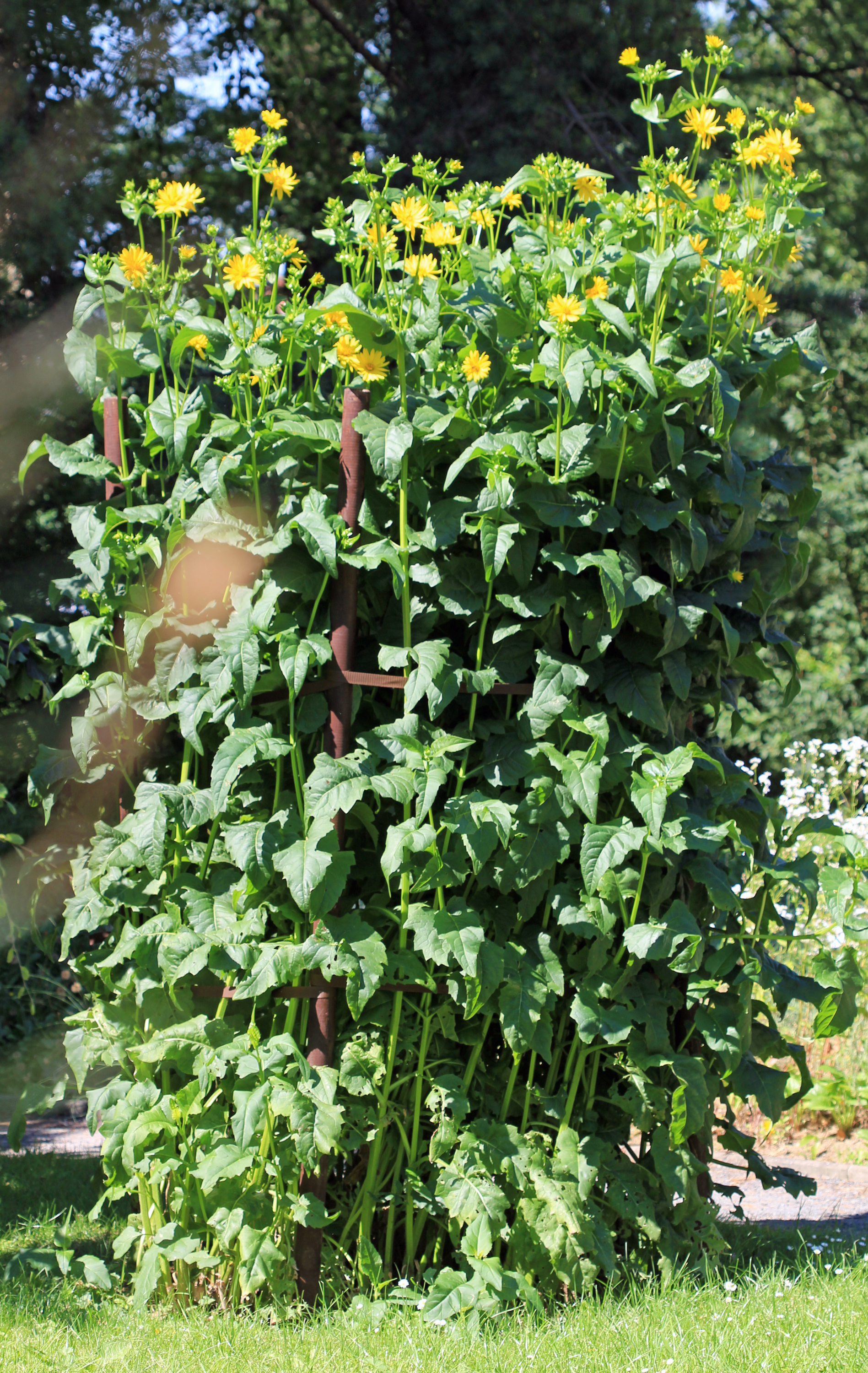
Porost mužáku prorostlého
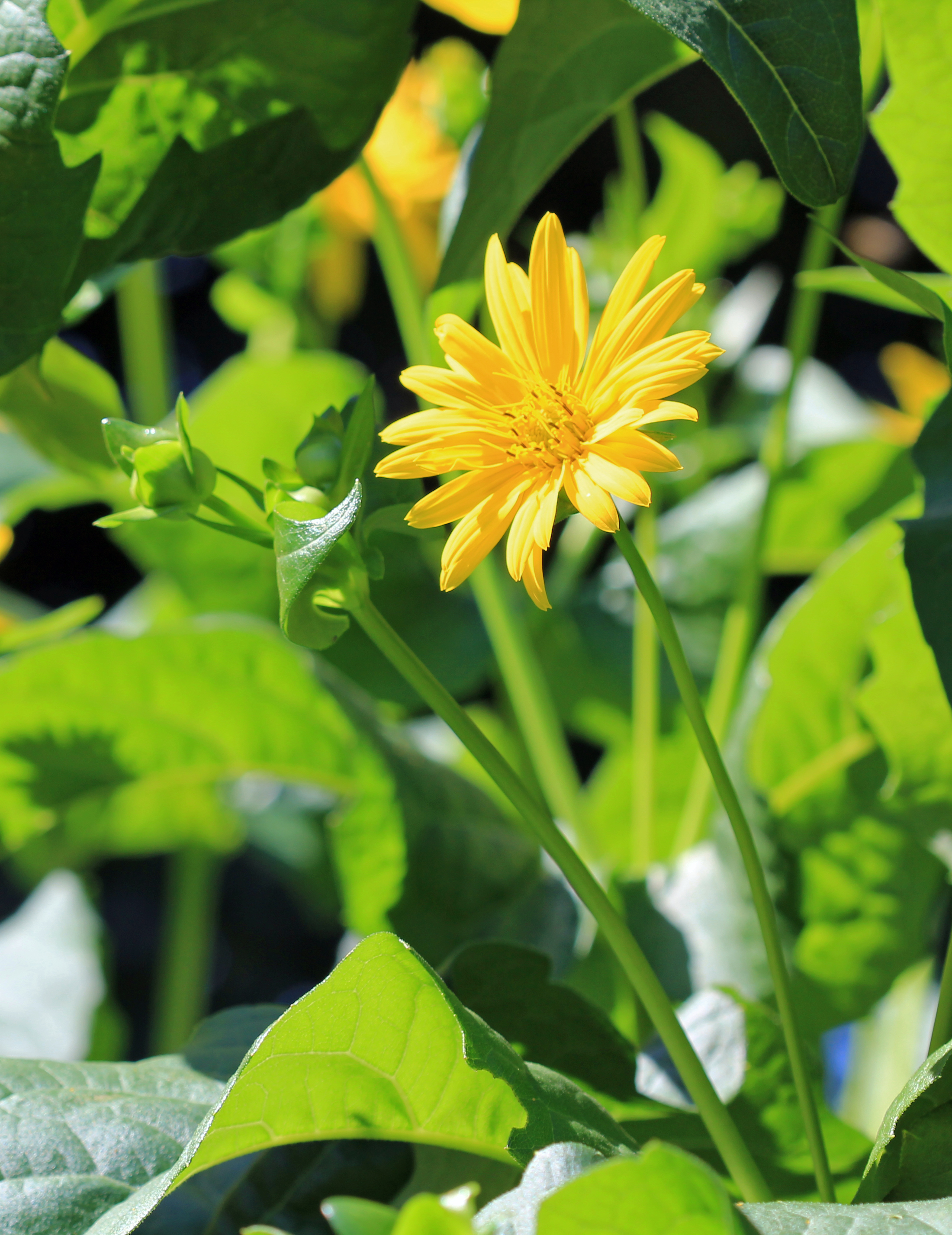
Úbor
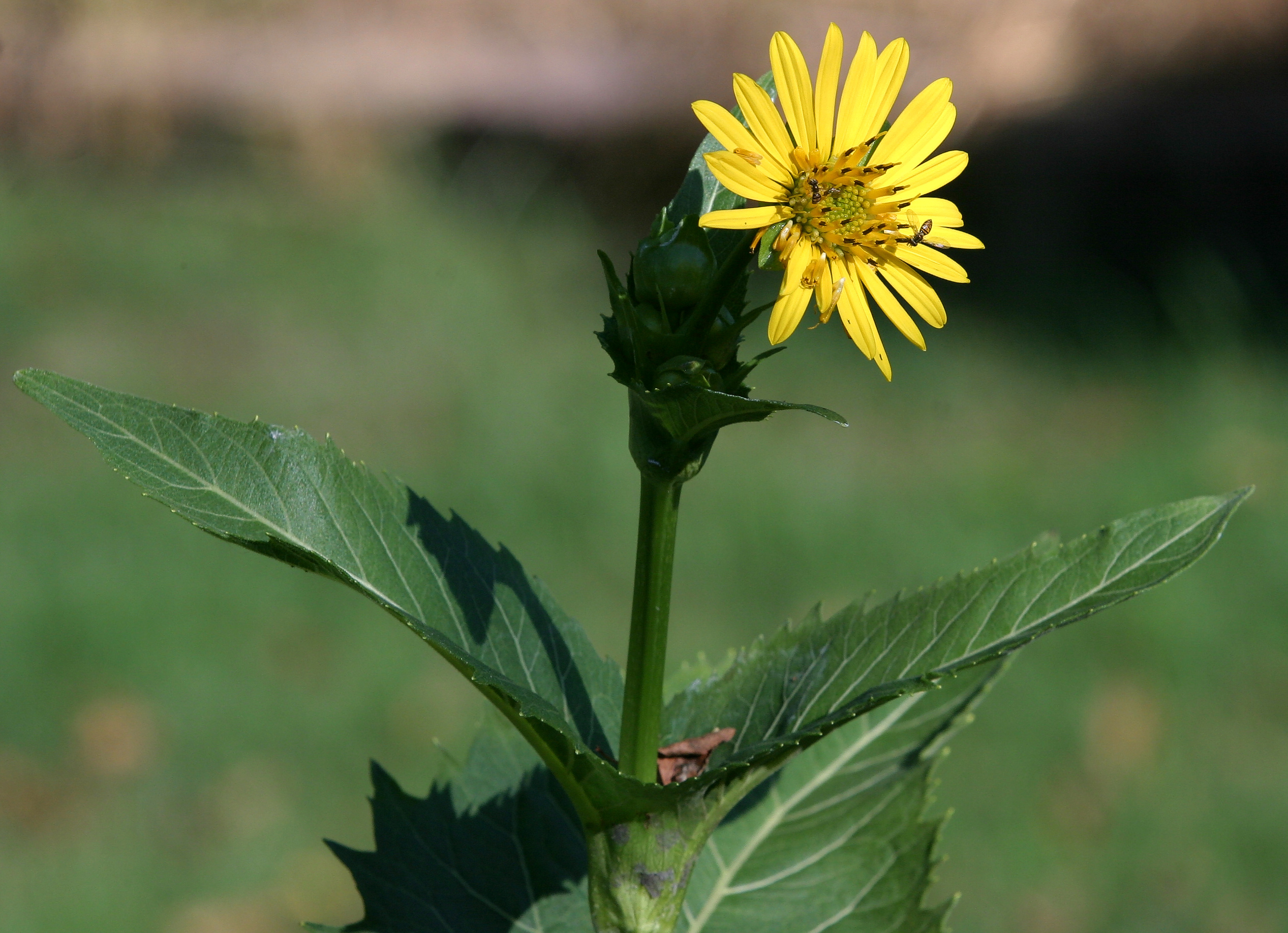
Jímka tvořená srostlými listy